# オレンジ田中
オレンジ田中（おれんじたなか、1978年11月8日 - ）は、三重県四日市市出身のお笑いタレント。吉本興業東海支社所属。名古屋NSC5期生。よしもと三重県住みます芸人。
ここでは、お笑いコンビオレンジについても述べる。

## 人物
- 身長159.7cm、体重53kg。
- コンビ時代はツッコミ担当。
- 金髪のもじゃもじゃな髪型が特徴的。
- 「パンストの中に全身が入る」という特技を自称するが、他人の手伝いがなければ完遂できず結局は半分程度しか収まらないことが多い。
- 中学時代から芸人時代にかけ10年間いじめを経験したことから、いじめ撲滅運動に携わっている[2][3]。

## 来歴

### コンビ時代
オレンジは、名古屋NSCの同期だった田中哲也と泉聡からなるお笑いコンビ。1999年結成。
コンビ名にちなみオレンジ色の背広、緑色のネクタイを衣装に取り入れている。
名古屋を中心に活動し、多数のメディアに出演していた。

### 活動休止
2022年6月2日午前0時30分ごろ、愛知県春日井市の交差点でガードレールなどに衝突する物損事故を起こしたのち、車を放置して逃げたとして泉が自ら出頭し道路交通法違反で逮捕された。酒気帯び運転の基準値は下回るものの、アルコールが検出されたという。同年11月、泉は自身のTwitterにて不起訴処分となったことを報告した。
泉の逮捕以降、コンビでの活動は休止状態となっている。解散についての明言はないが、2023年現在名古屋よしもとのHPからオレンジのプロフィールが削除され、田中はオレンジ田中を名乗り単独で芸能活動を続けている。

## コンビ時代のメンバー
- 田中 哲也（たなか てつや）三重県出身。ツッコミ担当。

- 泉 聡（いずみ さとし、1973年5月16日 - ）、三重県出身。身長180cm、体重73kg。

ボケ担当。名古屋弁による中年女性の演技などが得意。
とんねるずのみなさんのおかげでしたにおける博士と助手〜細かすぎて伝わらないモノマネ選手権〜に出場している。

## 出演

### テレビ
- ぐっさん家〜THE GOODSUN HOUSE〜（東海テレビ） - 主にスリーハラペコアニマルズとして出演。
- 爆笑惑星サバ〜イ! （メ〜テレ） - 不定期出演していた。
- 西川きよしのご縁です! （東海テレビ） - 「オレンジのみなさまへごちそう様の旅」のコーナーに出演。
- 爆笑オンエアバトル（NHK） - 戦績1勝0敗、最高461KB。
- リビング1 一番本舗（東海テレビ、MC） - 泉のみ出演。
- スタイルプラス（東海テレビ、不定期出演） - 泉のみ出演。
- 爆笑ホワイトカーペット（2009年10月3日、フジテレビ） - キャッチコピーは「名古屋直送」。
- あらびき団（TBS）
- IMPACT （中部日本放送、MC）
- 人志松本の○○な話（2011年8月26日、フジテレビ） - 「決めてほしい話」へ泉のみ出演。
- 暗躍!芸人ブローカー 〜テレビに出ない㊙芸人密売所〜（2011年9月1日、関西テレビ）
- ヨイショの達人田中（メ〜テレ） - 田中のみ出演。
- ハルさんの HAVE A GOOD HOUSE（ひまわりネットワークほか） - 田中のみ出演。
- トコトン!（グリーンシティケーブルテレビのそらまめチャンネル）- 泉がMCを担当。リポーターである田中の出演は不定期。

### ラジオ
- オレンジじゃNIGHT（FM愛知）
- 土曜ワイド 広瀬隆のラジオでいこう!（CBCラジオ）
- マミーゴ♪とワクワクしたい仲間たち（CBCラジオ）

コンビとしては2021年4月から2022年5月30日まで出演。オレンジ田中としては2024年8月12日から出演。

### CM
- ひまわりケアサービス[7]

## 賞
- 2002年 第23回 今宮子供えびすマンザイ新人コンクール 香川登枝緒記念敢闘賞受賞

## 著書
- 笑撃！オレンジのいじめ絶滅計画　死にたい毎日が楽しい日々に変わる人生の瞬間（ビジネス社、2020年）